# فردريك بانتنغ
فردريك غرانت بانتنغ (بالإنجليزية: Frederick Grant Banting)‏ طبيب كندي، ولد في 14 نوفمبر 1891 وتوفي في 21 فبراير 1941، حصل على جائزة نوبل في علم وظائف الأعضاء أو الطب لعام 1923 مناصفة مع الأسكتلندي جون مكليود.اكتشف علاج مرض السكر الإنسولين عام 1921.
اقتسم بانتنغ نصيبه المالي من الجائزة مع تلميذه وشريكه في أبحاثه تشارلز بست الذي لم تشمله الجائزة بشكل رسمي لكونه طالباً في ذلك الحين، كما اقتسم مكليود جائزته مع ج. ب. كوليب J. B. Collip الذي ساعده فيما بعد في تنقية الإنسولين. الحكومة الكندية منحته مُرتب مدى الحياة للعمل على ابحاثه. في 1934 منح رتبة نبيل من قبل الملك جورج ألبرت. وفي 2004، حصل فريدريك بانتنغ بالتصويت على المركز الرابع في برنامج أفضل الكنديين.

## السنوات الأولى
ولد فريد ريك بانتنغ في 14 نوفمبر 1891، في بيت ريفي بالقرب من ألستون، أونتاريو. ويعتبر الأصغر من خمسة أطفال (نيلسون، تومسون، كينيث وايسي). درس في مدارس حكوميه ومدارس راقيه في ألستون. حاول أن يدخل الجيش لكنه رفض لأن لديه ضعف في البصر. ثم التحق بكلية اللاهوت بجامعة تورنتو، لكنه لم يلبث أن تحول إلى دراسة الطب. حصل على شهادة ماجستير في سنة 1916
وتطوع في الهيئة الطبية في الجيش الكندي، الذين كانوا بحاجه إلى مسعفين في الحرب العالمية الأولى.
وقد أصيب في معركة كامبراي في عام 1918. على الرغم من إصاباته، ساعد الجرحى الآخرين لمدة ستة عشر ساعة، حتى امره طبيب آخر بالتوقف. ومنح الصليب العسكري في عام 1919، لشجاعته.

## دراساته العلمية
أثار مقال قرأه بانتِنغ عن البنكرياس اهتمامه بمرض السكري . وقد أشار بحث قام به كل من نويين، منكوسكي، أوبي، شيفر وآخرون، إلى أن مرض السكري هو نتيجة لنقص في هرمون البروتين الذي تفرزه جزر لانغرهانس في البنكرياس. أطلق شيفر على هذا الهرمون اسم الأنسولين، وقد كان يعتقد أن الأنسولين يتحكم في استقلاب السكر، وهذا النقص أدى إلى رفع معدل السكر في الدم وإفرازه اثر ذلك عبر البول. باءت محاولات استخراج الأنسولين من أولى خلايا البنكرياس بالفشل، ويرجح أن يكون سبب ذلك هو قضاء أنزيمات البنكرياس على الأنسولين.
نشر موسيس بارون مقاله عن الإغلاق التجريبي لقناة البنكرياس بواسطة ضماده والذي أثر في تفكير بانتنغ. تسببت العملية بإتلاف خلايا البنكرياس التي تفرز التربسين لكنه ترك جزر لانغرهانس سليمه. أدرك بانتينغ أن هذه العملية سوف تتلف الخلايا المفرزة للتربسين وليست الأنسولين. عندما تموت الخلايا المفرزة للالتربسين، يمكن استخراج الأنسولين من جزر لانغرهانس. ناقش بانتينغ هذه الطريقة مع جون جيمس ريكارد مكليود، أستاذ في علم وظائف الأعضاء في جامعة تورونتو. قدمت ماكليود الوسائل والمساعدات التجريبية لأحد طلابها، د. تشارلز بست. ومن هذا السبب بدأ بانتنغ وبست بإنتاج الانسولين.

## وصلات خارجية
- فردريك بانتنغ على موقع الموسوعة البريطانية (الإنجليزية)
- فردريك بانتنغ على موقع إن إن دي بي (الإنجليزية)
- بانتنغ، السير فريدريك غرانت - موسوعة المورد، منير البعلبكي، 1991